# Olisanophus
Olisanophus è un genere estinto di mammiferi litopterni, appartenente ai proteroteriidi. Visse nel Miocene medio (circa 14 - 12 milioni di anni fa) e i suoi resti fossili sono stati ritrovati in Sudamerica.

## Descrizione
Questo animale doveva essere piuttosto simile a un piccolo cavallo, ma è noto solo per resti fossili incompleti. Dal raffronto con animali simili e meglio conosciuti (quali Proterotherium), si suppone che possedese lunghe zampe snelle dotate di tre dita con zoccoli. Si distingueva dagli altri proteroteriidi per alcune caratteristiche della dentatura: in particolare, il terzo molare superiore era dotato di un metaconulo e di un protocono fortemente connessi. 

## Classificazione
Olisanophus è un rappresentante dei proteroteriidi, un gruppo di litopterni che nel corso del Cenozoico in Sudamerica svilupparono una tendenza evolutiva verso la corsa in spazi aperti e una morfologia simile a quella degli equidi dei continenti settentrionali. Olisanophus venne descritto per la prima volta nel 2020, sulla base di resti fossili ritrovati a Quebrada Honda, in Bolivia. A questo genere sono ascritte due specie, Olisanophus riorosarioensis e O. akilachuta. 